# Srebrenický masakr
Genocida v Srebrenici (též Srebrenický masakr) byl válečný zločin, spáchaný v červenci 1995 během války v Bosně a Hercegovině. Genocida se zakládala na masovém, plánovaném vraždění zajatých civilistů, výhradně Bosňáků muslimského vyznání, mužů a chlapců. Došlo k ní ve městě Srebrenica a okolí a spáchala ji Vojska Republiky srbské pod vedením generála Ratka Mladiće, spolu s paramilitantní jednotkou Škorpioni, která byla pod kontrolou Ministerstva vnitra Srbska. Na genocidě se podílelo i několik stovek řeckých a ruských dobrovolníků.
Událost je považována za jeden z největších masakrů v Evropě od druhé světové války a řadí se mezi nejhrůznější zločiny moderní evropské historie. Zavražděno bylo přes 8000 Bosňáků. Aktuální seznam pohřešovaných a zavražděných lidí v Srebrenici obsahuje 8373 jmen (z toho 74 žen a 33 dětí mladších 15 let), toto číslo však stále není konečné.
Generál Ratko Mladić a skupina důstojníků Vojsk Republiky srbské byli obviněni z válečných zločinů, včetně genocidy, Mezinárodním trestním tribunálem pro bývalou Jugoslávii (ICTY). ICTY mimo jiné vydal pravomocný rozsudek, v němž masakr v Srebrenici kvalifikuje jako akt genocidy. Dne 26. února 2007 Mezinárodní soudní dvůr potvrdil rozsudek ICTY a konstatoval, že masakr ve Srebrenici a Žepě představoval genocidu. Jako genocidu masakr označuje i Rezoluce Spojených států amerických č. 199, Rezoluce Spojených států amerických č. 310 a Usnesení Evropského parlamentu 2015/2747(RSP). V červnu 2021 vyčerpal Ratko Mladić možnosti odvolání a byl mu potvrzen doživotní trest.

## Události před masakrem

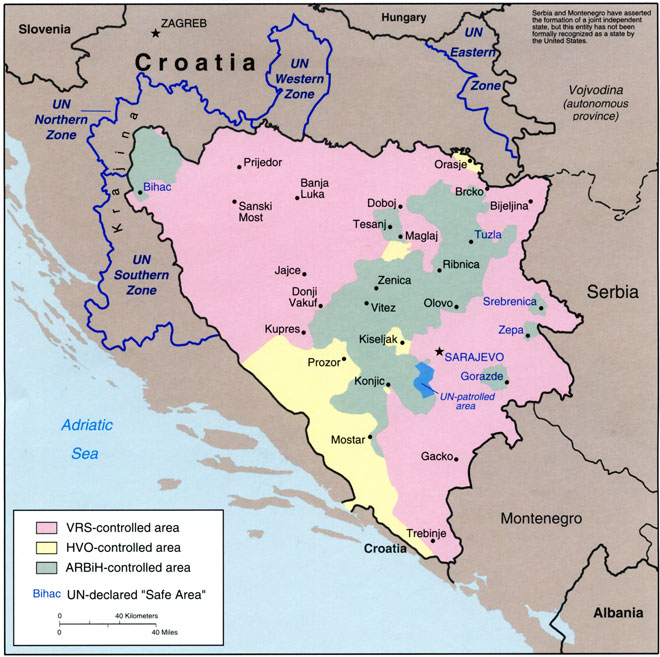
Mapa Bosny a Hercegoviny s vyznačením Srebrenice a Žepy (září 1994)

Počátkem 90. let 20. století se s přicházejícími změnami ve střední a východní Evropě začala měnit i situace na Balkáně. Na jedné straně se otevíraly emancipační tendence jednotlivých republik (především severu) Jugoslávie, na straně druhé snahy o udržení její celistvosti. Poměrně rychlé vyhlášení samostatného nejprve Slovinska, později Chorvatska a nakonec i Bosny a Hercegoviny bez řešení statusu Srbů, kteří obývali části těchto republik v dominantním postavení, mělo za následek vyhlášení samostatnosti Republiky Srbská krajina na území Chorvatska a Republiky srbského národa v Bosně a Hercegovině.[zdroj?]
Politické neshody se již na jaře 1991 vyostřily natolik, že v některých oblastech Chorvatska přerostly v ozbrojené střety a nakonec v regulérní válku. Vojáci pravidelných armád, polovojenské jednotky i námezdní žoldáci na všech stranách konfliktu prováděli vraždy, masakry a znásilňování nepřátelského etnika, loupili a vypalovali jim domy.[zdroj?] Aby bylo zabráněno těmto excesům, ustanovila OSN roku 1991 vojenské jednotky UNPROFOR, které od roku 1992 měly zabraňovat vraždění civilního obyvatelstva vytvářením tzv. „bezpečných zón“.[zdroj?]
Úkolem jednotek UNPROFOR bylo podle podmínek příměří mezi srbskými a muslimskými silami primárně dohlížet na demilitarizaci oblasti kolem Srebrenice, ale z rozhodnutí Rady bezpečnosti OSN také odvracet srbské útoky proti oblasti a zajišťovat humanitární pomoc. Nejasná byla i možnost použití síly.
Oblast středního Podriní (region okolo Srebrenice) s převážně bosenskou populací měla strategický význam pro Srby. Bez tohoto regionu by neexistovala teritoriální celistvost v rámci nově vyhlášené Republiky srbské. Z tohoto důvodu Srbové přistoupili k etnickým čistkám Bosňáků z oblastí ve východní části Bosny a středního Podriní.
Z rozsudku ICTY: Jakmile byly města a vesnice bezpečně v jejich rukách, srbské síly – armáda, policie, paramilitantní skupiny a někdy dokonce i srbští vesničané – postupovali následovně: muslimské domy a obydlí byly systematicky vypleňovány a vypalovány. Muslimské obyvatelstvo bylo shromážděno nebo zajato a přitom někdy mláceno či zabito. Muži a ženy byli odděleni a většina mužů zadržena v bývalé věznici KP Dom.

## Pád Srebrenice

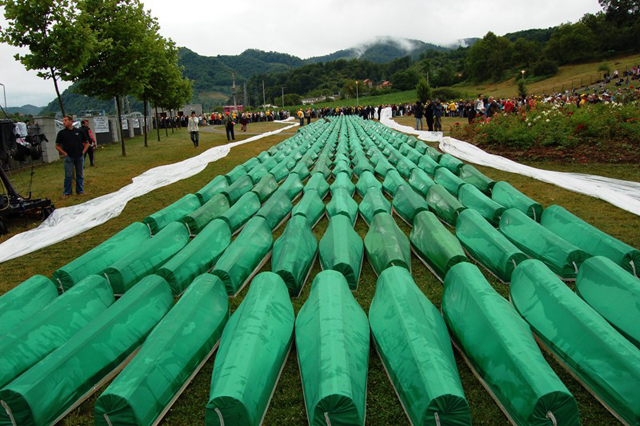
Rakve mrtvých Bosňanů. Jedná se pouze o ty, kteří byli identifikováni

Dne 6. července 1995 v časných ranních hodinách začali město ostřelovat příslušníci Vojsk Republiky srbské, jejichž část byla rekrutována z okolních vesnic. Město Srebrenicu chránilo 600 nizozemských vojáků UNPROFOR a vojáci 28. divize bosensko-muslimské armády, kteří následně podnikli protiútok.[zdroj?]
8. července bylo město ostřelovánu znovu, přičemž bylo zasaženo i předsunuté stanoviště nizozemských UNPROFOR, kteří se kvůli nedostatečné výzbroji museli vzdát a po delším vyjednávání jim Srbové povolili odjet do Srebrenice. Cestou tam se však nizozemští vojáci při snaze projet silniční zátaras dostali do konfliktu s bosenskými obránci, kteří po jejich transportéru hodili granát. Výsledkem byla smrt vojína Raviv van Renssena.
Následující den pokračovalo srbské ostřelování a z města uprchly tisíce civilistů. Srbové obsadili další pozorovací stanoviště sil OSN a vzali jako rukojmí asi 30 nizozemských vojáků. 10. a 11. července mělo dojít k leteckým útokům na Srby, ale nakonec k tomu nedošlo i kvůli tomu, že Srbové hrozili, že v případě útoku zabijí nizozemská rukojmí. V tomtéž období se 28. divize bosensko-muslimské armády, která v bojích utrpěla ztrátu asi 2 tisíc mužů, začala postupně stahovat,[zdroj?] i když byla početně silnější, než útočící srbské jednotky.[zdroj?] Její vojska odcházela směrem ke Snagovu a zbylí vojáci museli složit zbraně, přičemž byli zajati srbskými silami. 12. července 1995 začaly autobusy odvážet zbývající ženy a děti na muslimská území, muži však zůstali izolováni. Celkem Srebrenicu opustilo dle Světové zdravotnické federace 35 632 lidí.[zdroj?]

## Události po obsazení Srebrenice

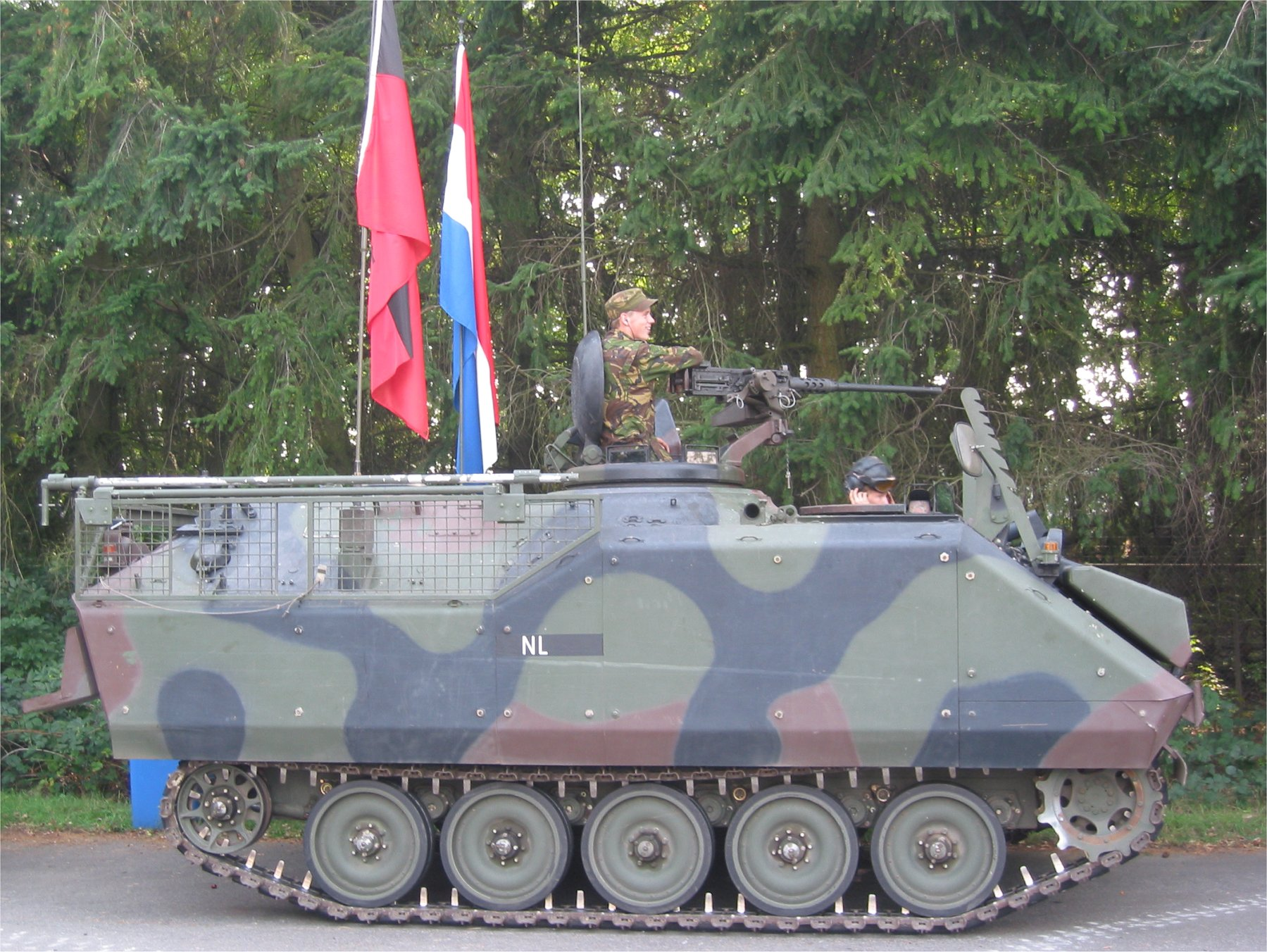
Holandský typ YPR-765 používaný ve Srebrenici

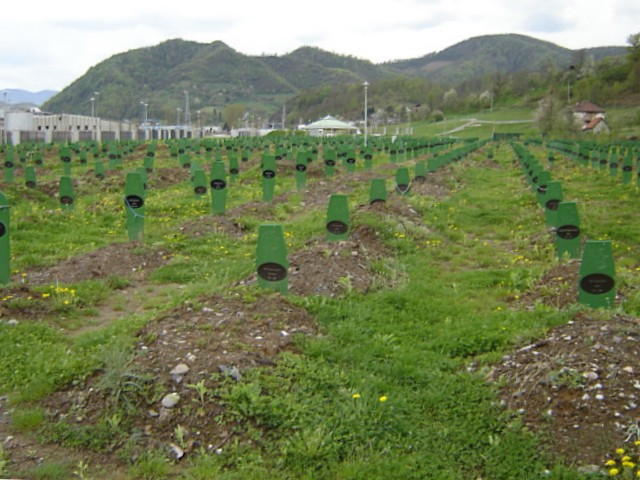
Potočari – hřbitov obětí masakru

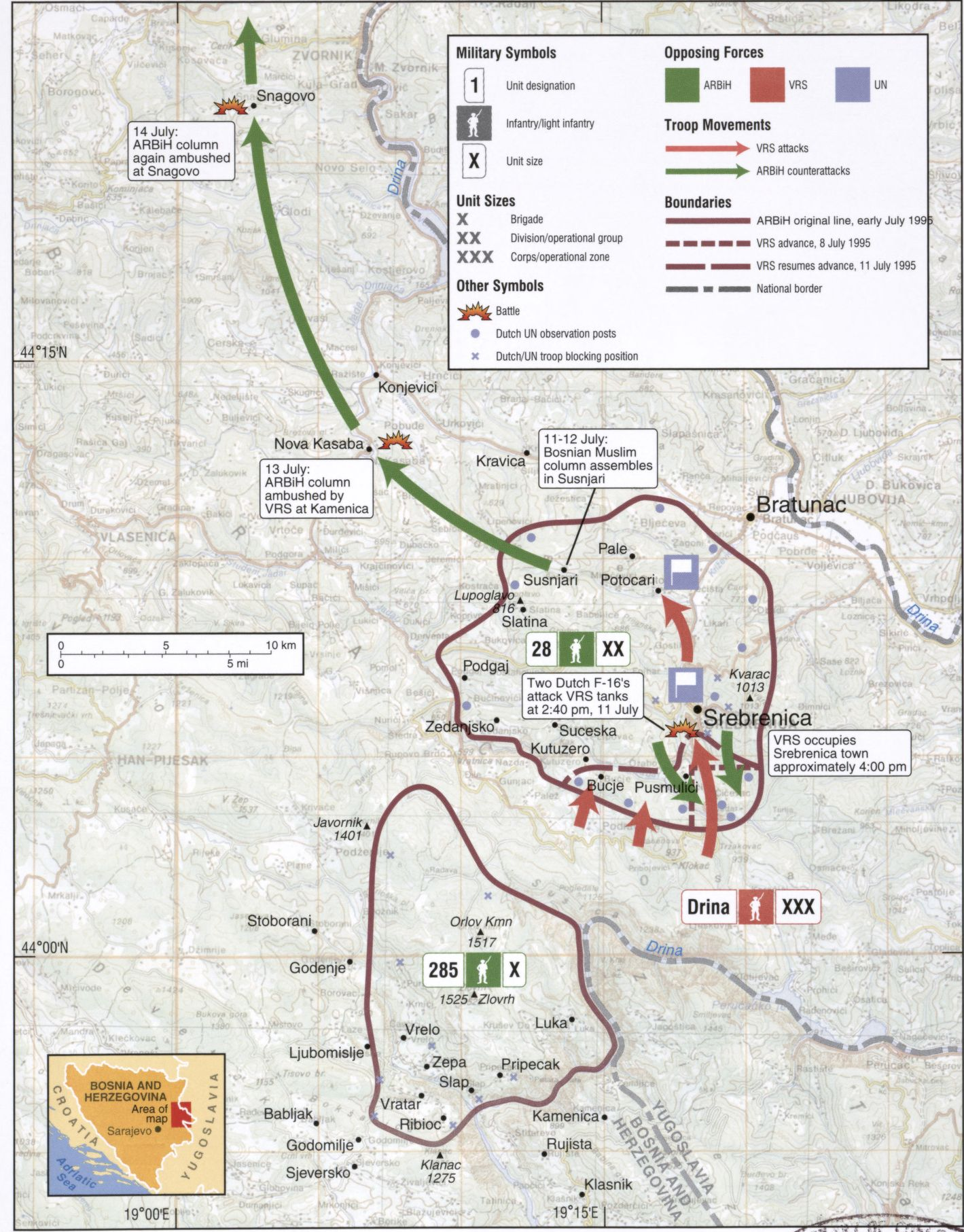
Mapa vojenských operací během masakru ve Srebrenici. Zelená šipka označuje trasu bosňácké kolony.

Ráno 10. července byla situace v samotné Srebrenici napjatá. Její obyvatelé zaplavili ulice a začali utíkat k Potočarům, kde se nacházela základna OSN. Plukovník Karremans požadoval okamžitou vzdušnou podporu NATO. Letouny NATO se 11. července pokusily bombardovat dělostřelecké pozice Vojsk republiky srbské (VRS) nad Srebrenicí, ale vzdušná podpora NATO byla zastavena poté, co VRS pohrozila zabitím nizozemských vojáků, kteří se nacházeli v jejím zajetí, a odstřelováním základny OSN v Potočarech a jejího okolí, kde se nacházelo 20 000–30 000 civilistů.
Dne 11. července VRS obsadila Srebrenici. Pozdě odpoledne se generálové Ratko Mladić, Radislav Krstić a další důstojníci prošli ulicemi Srebrenice a velký počet (tisíce) utečenců pochodoval k Potočarům, kde hledal záchranu u Nizozemského batalionu.
Konfrontováno s pádem Srebrenice, civilní obyvatelstvo se stáhlo do Potočar, vzdálených pět kilometrů severozápadně od města, aby tam nalezlo ochranu na základně OSN. Do večera 11. července se tam shromáždilo mezi 20 a 25 tisíci uprchlíků[zdroj?], většinou žen, dětí, starců a „vojensky nezpůsobilých“. Několik tisíc jich vstoupilo do základy OSN otvorem v oplocení, který nizozemští vojáci vystříhali na místě méně viditelném pro příslušníky VRS, zatímco se ostatní nacházeli v okolí základny, v halách továren a na polích. V mase utečenců bylo v samotné základně nejméně 300 „vojensky způsobilých“ mužů a mimo ni mezi 600 až 900. Nikdo z nich nebyl ozbrojen. Tímto způsobem se na malém prostoru shromáždil velký počet uprchlíků, přitom podmínky byly kvůli vysokým teplotám, nedostatku vody, potravin a léků zcela katastrofální.
Vědomi si reality, uprchlíci v Potočarech navečer dne 11. července veřejně požadovali od příslušníků Nizozemského batalionu, aby byli evakuováni. Informován byl o tom i plukovník Thomas Karremans a přes něj na setkáních v hotelu Fontana i velitel Hlavního štábu VRS generál Ratko Mladić. Na druhém setkání, uskutečněném téhož dne ve 23:00 ve stejném hotelu, plukovník Karremans informoval generála Mladiće a všechny přítomné (důstojníky Hlavního štábu VRS a představitele uprchlých civilistů Nesiba Mandžiće) o obklíčené mase lidí a humanitární krizi, která hrozila utečencům v Potočarech. Při té příležitosti generál Mladić řekl, že sami Bosňáci musí rozhodnout, jestli si přejí zůstat nebo odejít (a kam) a že prověří, jestli se mezi „vojensky způsobilými“ muži v Potočarech nenachází váleční zločinci. Výslovně požadoval, aby příslušníci 28. divize Armády Republiky Bosny a Hercegoviny (ARBiH) z enklávy Srebrenica složili zbraně. Důstojníci Nizozemského batalionu nevěděli, kde se v té chvíli nachází tyto síly, a na třetí schůzce konané 12. července v 10:00 v uvedeném hotelu v Bratunaci sdělili generálu Mladićovi, že se jim nepodařilo navázat kontakt s příslušníky 28. divize ARBiH. Této schůzky se účastnili i tři zástupci uprchlíků (Nesib Mandžić, Ćamila Osmanović a Ibrahim Nuhanović). I přes ujištění představitelů uprchlíků, že nevědí, kde se 28. divize nachází a s jejími členy nejsou v kontaktu, generál Mladić zopakoval požadavek na odzbrojení a slíbil zajistit převoz pro všechny civilisty z enklávy Srebrenica s podmínkou, že předtím oddělí muže od 17 do 70 let, aby zjistil, jestli se eventuálně neúčastnili předchozích válečných zločinů.
Představitelé mezinárodních humanitárních organizací ve Srebrenici poslali 12. července svým centrálám zprávu, ve které se uvádí, že humanitární situace v ranních hodinách toho dne je dosud nejhorší, jelikož se nedostává potravin, léků a ošacení, dle jejich odhadu se okolo 30 000 lidí nachází na základně nebo v jejím okolí a dalších 8 000 se pokouší probít z Horních Potočar do základny UNPROFOR. Výslovně je uvedeno, že mezi shromážděným obyvatelstvem se nenachází ani jediný ozbrojený voják ARBiH.
V ranních hodinách (mezi 6. a 7. hodinou) dne 12. července do základny OSN v Potočarech vstoupili příslušníci speciální jednotky Ministerstva vnitra RS, části Bratunacké brigády a jednotky vojenské policie Bratunacké brigády, aby „zajistily pořádek“, hledali a oddělovali „vojensky způsobilé“ muže podle ústního nařízení generála Ratka Mladiće na setkání v hotelu Fontana v Braunci z 11. a 12. července. Tam byla, mimo jiné, domluvena evakuace uprchlých civilistů z Potočar na území pod kontrolou ARBiH ve směru na Tuzlu s následným oddělením „vojensky způsobilých“ mužů.
Situace se před polednem 12. července v Potočarech zhoršovala. Tehdy se za doprovodu vysokých důstojníků Hlavního štábu a televizních štábů objevil generál Ratko Mladić, který mezi obklíčenými lidmi vyvolal naději, když dětem rozdával sladkosti (později byl rozdělován chléb) a sliboval, že civilisté budou odvezeni tam, kam si přejí.
Těžké podmínky v Potočarech 12. července se ještě zhoršily z důvodu terorizování, urážení a mučení během oddělování „vojensky způsobilých“ mužů a sporadickým vraždám za slévárnou zinku, u potoka a za „bílým domem“. Teror se zvětšil v průběhu noci. Vojáci vytahovali a odváděli lidi z davu. Bylo slyšet výkřiky, naříkání, sténání a výstřely. Někteří uprchlíci viděli mučení, znásilňování a zabíjení a někteří našli zavražděné. Několik civilistů spáchalo sebevraždu oběšením. Brzy ráno 12. července velení Drinského korpusu VRS nařídilo všem svým jednotkám a Ministerstvu obrany mobilizaci všech dopravních prostředků a jejich shromáždění na fotbalovém stadionu v Bratunaci od 16.30 hodin.
Okolo poledne 12. července začaly do Potočar přijíždět první autobusy a kamiony na převoz žen, dětí a starců ve směru na Tuzlu. Uprchlíci do nich okamžitě začali nastupovat, aniž by věděli, kam pojedou. Příjezd velkého počtu autobusů a kamionů byl organizován Hlavním štábem VRS. Nastupování do autobusů bylo prováděno za přítomnosti a pod dohledem příslušníků VRS a za pomoci Nizozemského batalionu. V průběhu dne bylo do teritoria ARBiH evakuováno okolo 8500 lidí. Převoz byl během noci přerušen a pokračoval v ranních hodinách 13. července. Komandant Hlavního štábu VRS, neurčitý počet důstojníků tohoto štábu, velení Drinského korpusu a velitel Bratunacké brigády byli ve dnech 12. a 13. července vídáni na základně Nizozemského batalionu v Potočarech.
Během převozu byly autobusy a kamiony přeplněné a počasí bylo velmi teplé. První konvoj vozidel doprovázeli příslušníci Nizozemského batalionu a při cestě do Tišće nedocházelo k oddělování „vojensky způsobilých“ mužů. Později členové VRS jejich asistenci zabránili násilným odejmutím vozidel a v průběhu evakuace bylo na různých místech, nejčastěji v Tišći, prováděno oddělování. Po příjezdu do Tišće utečenci pokračovali pěšky do Kladanje, několik kilometrů přes „zemi nikoho“, mezi srbskými a bosňáckými liniemi.
Úplná evakuace uprchlých Bosňáků z Potočar a splnění dohod z 11. a 12. července byly dokončeny 13. července do 20.00 hodin. Na letišti v Doubravách našlo útočiště okolo 22 000 těchto uprchlíků (ve stanovém městě), dalších několik tisíc se ubytovalo na druhých místech a u přátel a rodiny. Jiný osud potkal odvedené muže. Ti museli v Potočarech zanechat všechny své věci před „bílým domem“ a potom byli drženi v krajně nevhodných podmínkách. V blízkosti „bílého domu“, za budovou „Transport“ a v okolí potoka byly v těchto dnech prováděny sporadické vraždy, o čemž se mohli přesvědčit příslušníci nizozemského batalionu OSN, kteří na to upozornili svého nadřízeného plukovníka Josepha Kingoriho, vojenského pozorovatele OSN pro oblast Srebrenice. Slyšel střelbu a pokoušel se zjistit, co se děje, ale v tom mu zabránili příslušníci VRS. Oddělení „vojensky způsobilí“ Bosňáci v Potočarech (nejméně 1000 osob) byli odvezeni z Potočar na jiná zajatecká místa v Bratunaci 12. a 13. července, kam byli dopravováni i zajatci ze smíšené kolony v lese a odtud na místa poprav. Zbyla po nich velká hromada osobních věcí a dokumentů, která byla spálena pozdě večer 13. července.
Mezinárodní výbor Červeného kříže ze základny v Potočarech evakuoval dne 16. července 87 raněných do Bratunace, kde bylo také provedeno oddělování „vojensky způsobilých“. Separováno bylo 23 zraněných, kteří se stali válečnými zajatci. Jejich osud je neznámý. Jedna část obyvatelstva (mezi 10 a 15 tisíci) se po obsazení Srebrenice shromáždila u vesnic Jaglić a Šušnjari, odkud hledali záchranu v oblastech pod kontrolou ARBiH. Asi jedna třetina mužů byli vojáci 28. divize ARBiH, ale jen část z nich byla ozbrojena. V čele kolony stanuly jednotky 28. divize, za nimi pak civilisté, mezi kterými byl i menší počet žen, dětí a starců. Zadní voj vytvořil samostatný batalion 28. divize. Čelo kolony vyrazilo 12. července v 00.30 z Šušnjar přes Jaglić a Buljim k místu zvanému Kameničko Brdo. V noci byla kolona kvůli slabé viditelnosti a strachu z min a paniky přerušena a její pohyb byl zastaven. K obnovení pohybu došlo až po svítání. VRS z různých směrů kolonu ostřelovala, protože podle pravidel VRS, což potvrdili vojenští specialisté obžaloby i obhajoby v procesu s generálem Krstićem, „představovala legitimní vojenský cíl“.
Hlavní část kolony v odpoledních hodinách pokračovala v cestě, přičemž první skupina přešla silnici Konjević Polje – Nova Kasaba. VRS okolo 18.00 přesně určila polohu utečenců na pozici Kameničko Brdo (nad vesnicí Pobuđe), kam větší díl kolony úspěšně dorazil. Kolona uprchlíků vedená představiteli obecní samosprávy s raněnými na čele vyrazila okolo 20:00 z polohy Kameničko Brdo k vodnímu toku zvanému Krajinovički potok. Poté, co tento potok přebrodilo několik desítek lidí, objevili se vojáci VRS. Přijížděli kamiony a obrněnými transportéry silnicí ze směru od vesnice Kravina, mezi kterými bylo jedno vozidlo bílé barvy se symboly UNPROFOR vyzývající přes megafon Bosňáky, aby se vzdali.
V odpoledních a večerních hodinách síly VRS a Ministerstva vnitra zajaly větší počet lidí ze zadního voje kolony v oblasti Ravni Buljim. VRS používala různé způsoby, počítaje v to výstroj OSN a Červeného kříže, aby oklamala účastníky kolony. Slibovala jim ochranu života, přepravu do Tuzly a garantovala bezpečnost s tím, že UNPROFOR a Červený kříž byl pověřen jejich dopravou do Tuzly. Počet zajatých dne 12. července dosáhl asi 1000 osob. Při zajímání VRS zajatcům odnímala osobní majetek, některé z nich na místě zabila. Na blokádu a zajímání běženců ze Srebrenice Republika Srbská angažovala speciální jednotky policie. Tak byl v oblasti vesnic Brežanci – Bokčin Potok v 15.55 zablokován větší podíl uprchlíků. Této činnosti se měly účastnit i některé menší jednotky policie z Republiky Srbská Krajina a Republiky Srbsko, přímé důkazy ale nejsou k dispozici. Dalším místem zajímání byla oblast rozdělení kolony v úpatí hory Kameničko Brdo a osady Krajinovići u vesnice Pobuđe.
Rozdělené skupiny kolony dne 13. července v 1.00 pokračovaly v cestě k silnici Konjević Polje – Nova Kasaba a překročily ji krátce před svítáním. V přechodu této komunikace bránily příslušníci VRS střelbou. Poslední větší skupiny přešly silnici u místa Svilili okolo 6.00, poté byl přechod cesty znemožněn VRS, která na komunikaci umístila početné síly. V ranních hodinách v širším prostoru vesnic Pobuđe mezi dopravní komunikací Bratunac – Konjević Polje – Nova Kasaba bylo zablokováno okolo 8000 lidí. V průběhu dne bylo do 17.30 zajato nejméně 6000 mužů, kteří se nacházeli na různých místech. Největší díl zajatců byl odveden na sběrná místa v Nové Kasabě, kde bylo drženo 1500–3000 lidí, a vesnici Sandići, kam bylo dopraveno 1000–4000 lidí. Část zajatců zadržených u vesnic Nova Kasaba a Konjević Polje byla zabita na břehu řeky Jadar ráno 13. července.
Téhož dne v odpoledních hodinách (okolo 16.00) VRS ve třech autobusech dovezla skupinu zajatých Bosňáků do vesnice Cerska a tam je zastřelila. Zabito bylo nejméně 149 osob, ve věkovém rozmezí 15–50 let, z nichž 147 nosilo civilní oblečení. Nejméně 48 mělo svázáno ruce za zády drátem. Několik zajatců na dopravní komunikaci Kravina–Milići bylo na místě zabito. Pozdě odpoledne 13. července více než 1000 zajatých u vesnice Sandići bylo odvedeno do Kravice a zavřeno ve skladišti zemědělského družstva OOK Kravica. Po incidentu, kdy jeden zajatec zabil policistu, její příslušníci zahájili zabíjení zajatců bazukami, ručními granáty aj. VRS okolo 16:00 hodiny na hoře Udrč přesně zaměřila shromážděnou masu, kde se nacházelo přibližně 5000 lidí, proti kterým zahájila dělostřeleckou palbu. Kolona pokračovala v cestě k vesnici Kamenica a dále k Tuzle.
U vesnice Glodi se kolona zastavila, jelikož VRS v oblasti Velja glava umístila zálohy v očekávání, že uprchlíci půjdou přes Caparde k Tuzle, tj. nejkratší cestou. Jednotky 1. bratunacké brigády napadly část příslušníků přetržené kolony v Pobuđe, kteří se pokoušeli hledat bezpečí v enklávě Žepa, umístěním záloh v oblasti Bračan a Podravanje. VRS dislokovala zálohy 14. července v objektu Velja glava a kolonu rozbila. Poté se kolona vrátila a mířila k Mlađevci. Čelo kolony se zastavilo v místě Jošanica Gaj a čekalo, až se celá kolona shromáždí a v 16.00 se její účastníci vydali na cestu. VRS v oblasti vesnic Marčići-Snagovo umístila silné zálohy s tanky a transportéry, které podporovaly speciální jednotky Ministerstva vnitra. Během střetnutí byl zajat velitel jednoho oddílu. V 16.00 kolona pokračovala na Tuzlu, přičemž byla vystavena dělostřelecké palbě z objektu Velja glava a kopců nad Zvornikem. Zajatý velitel se spojil s majorem Obrenovićem ze Zvornické brigády VRS a poté aktivita dělostřelectva ustala.
Během noci ze 14. na 15. červenec kolona více než 4000 lidí směřovala k silnici Zvornik–Tuzla. Po zřízení průchodu v oblasti Marčići ke koloně přibyli i ti, kterým se podařilo probít z obležení u Konjević Polje a Nové Kasaby. Ozbrojené síly RS, zvláště 1. milićká a 1. bratunacká brigáda a s nimi Samostatný batalion Skelani, prováděly „obhlídku terénu“ a zajaly větší počet Bosňáků. V průběhu 14. července z Bratunace do Zvorniku bylo převezeno 2000–2500 mužů. Zajatci byli umístěni v tělocvičně základní školy v Grbovcích a dalších školách. V samotných Grbovcích bylo asi 1000 zajatců. Z Grbovcí pak byli se zavázanýma očima kamiony převáženi na popraviště v Orahovci. Zavraždění byli naházeni do masových hrobů, které VRS později vykopala a jejich ostatky převezla na druhá místa a pohřbila (lokalita Lazeta), totéž se opakovalo ještě jednou (lokalita Hodžići). Stejného dne VRS 1500–2000 zajatců z Bratunace převezla do Petkovců a uvěznila v tělocvičně základní školy. Zajatcům byly svázány ruce za zády drátem, poté byli přinuceni se vyzout a kamiony je převážely k hrázi Petkovci, kde je VRS střílela ve skupinkách od 5 do 10 osob. Jeden díl zajatců byl 14. července z Bratunace převezen autobusy do vesnice Pilica (základní školy), kde byli zadržováni dvě noci.
Během noci ze 14. na 15. července čelo kolony s raněnými pokračovalo v cestě k místu zvaném Crni Vrh a překročilo silnici Zvornik–Tuzla. V ranních hodinách překročila komunikaci v oblasti Crni Vrh a vydala se k lokalitě Križevačke njive, kde došlo ke srocení kolony. Kolona v ranních hodinách 15. července překročila silnici Zvornik–Caparde a s ohledem na vzdálenost 3–4 kilometrů od vesnice Baljkovica neměla dosud přímý kontakt s předními liniemi VRS. Druhá část kolony byla v ten samý čas teprve pod horou Udrč a směřovala ke Kamenici a dále k Tuzle. Síly VRS ve snaze zamezit pohybu kolony zablokovaly širší oblast Crni Vrh a Planinci, částečně oblast Kamenica a Glođansko brdo. V oblasti Pandurica, Planinci, Crni Vrh, Kamenica a Glođansko brdo se nacházelo okolo 3000 lidí.
V rozhovoru s jedním generálem z Hlavního štábu VRS Dragan Obrenović, náčelník štábu Zvornické brigády, navrhl, aby se kolona pustila. Generál to však odmítl a nařídil její zastavení a zničení, s čímž souhlasil i náměstek ministra vnitra RS, který všem jednotkám nařizoval (letectvu nevyjímaje) zabití všech lidí v koloně.
Vysoký důstojník Centra veřejné bezpečnosti Zvornik informoval Obrenoviće o situaci v Bratunaci, kde se nacházelo velké množství zajatých Bosňáků a poukázal na nebezpečí, které se tím vytvořilo.
Během přechodu linií na cestě Konjević Poje byl zajat větší počet Bosňáků. Téhož dne Sekretariát Ministerstva obrany Zvornik na základě žádosti Velitelství Drinského korpusu vydal nařízení k mobilizaci všech vojensky způsobilých branců na teritoriu okresů Vlasenica, Milići, Skelani, Bratunac a Šekovići s cílem zabezpečení terénu a zničení kolony. Kromě armády se do chytání a přivádění zajatců zapojily i policejní oddíly Republiky Srbské. Čelo kolony se dne 15. července v 17.15 hodin při pohybu střetlo s jednotkami Ministerstva vnitra Republiky Srbské ve vesnici Marčići. Tehdy došlo poprvé k přímé konfrontaci mezi čelem kolony a opevněným postavením MV Republiky Srbské, jehož jednotky, zvláště Centrum veřejné bezpečnosti Zvornik, společně s armádou byly rozprostřeny na prostoru od Srebrenice do Tuzly. Na obou stranách byli padlí.
Kolona v průběhu noci z 15. na 16. července bezpečně prošla částí cesty Križevačke njive – Baljkovica, kde se skryla v jednom potoku a vyčkávala na výsledek bojů na Baljkovici, které vedly síly 2. korpusu ARBiH a jedna skupina ozbrojených vojáků z čela kolony. V oblasti Marčići – Crni Vrh síly Republiky Srbské nasadily 500 vojáků a policistů, aby zastavili rozpojenou část kolony (okolo 2500 lidí), která šla od Glodi k vesnici Marčići. Část 28. divize ARBiH za účasti a dělostřelecké podpory jednotek 2. korpusu ARBiH z Tuzly provedla v ranních hodinách (okolo 8:00) 16. července útok, probila se liniemi VRS a spojila s jednotkami 2. korpusu v oblasti Baljkovice, kde se vedly prudké boje. Poté bylo zahájeno vyjednávání mezi 2. korpusem ARBiH a Zvornickou brigádou VRS.
Velitelství Zvornické brigády „zhodnotilo situaci“ a samovolně otevřelo koridor „civilnímu obyvatelstvu, kterého bylo na 5000“ a dohodlo se na „strategii evakuace“, přitom požadovalo „osvobození zajatých policistů a svých zmizelých vojáků“. Pravděpodobně „s civilisty odešel i neurčitý počet vojáků, nikdo z nich však nebyl ozbrojen“. Dohodnutý koridor byl otevřen od 14:00 do 17:00, pro kolonu v oblasti Baljkovice však byl 16. července (mezi 17.00 a 18.00) neprodyšně uzavřen. 16. července bylo podle zjištěných informací zabito 1000–1200 lidí, kteří byli 14. července odvezeni do Pilice. Popravy se uskutečnily na statku Branjevo.
Stejného dne (okolo 15:00) byla provedena další exekuce zajatců. Tehdy skupina přišlých vojáků z Bratunacké brigády VRS vyvedla zajatce z Kulturního domu v Pilici a zabila okolo 500 lidí. VRS také 16. července provedla likvidaci několika set (asi 500) zajatců v Kozluku. V oblasti Pobuđe se 16. července v lesích skrývalo na 2000 uprchlíků. Srbské síly i 17. července pokračovaly v zajímání Bosňáků. Velitelství Zvornické brigády vydalo 18. července po zabití jednoho svého vojáka, který se „pokoušel přivést nějaké zajatce během obhlídky“, nařízení, podle něhož mají být všichni zajatci v jeho oblasti působnosti zlikvidováni, aby se zabránilo rizikům při „jejich chytání“. V souladu s tímto rozkazem (odvolán 21. července) byli všichni zajatí během „obhlídky terénu“ na místě zabíjeni.
Dne 18. července VRS pracovala na hledání, chytání a zabíjení Bosňáků. V brzkých ranních hodinách se jedna skupina 200 osob vzdala na prostoru mezi Novou Kasabou a Konjević Polje. Tehdy se v širším prostoru Pobuđe schovávalo na 500 lidí, kteří se pokoušeli uniknout do Žepy a poté do Srbska nebo přes Udrč do Tuzly. V oblasti Planinci – Baljkovica VRS v ranních hodinách zabila 20 osob. Na lokaci Crni Vrh – Potočari – Planinci – Baljkovica se v obklíčení nacházelo okolo 150 lidí. Všechny akceschopné síly MV Republiky Srbské, které se nacházely v zóně Centra veřejné bezpočetnosti Zvornik, provedly obhlídku terénu v oblasti Kamenica, Jošanica, Liplje, Džafin Kamen a Crni Vrh ke Snagovu. Při té příležitosti zabily 8 Bosňáků. V oblasti pod starou cestou u Snagova se schovávalo „ještě 200 muslimů ozbrojených automatickými a loveckými puškami“. Toho rána „okolo 50 muslimů zaútočilo na linie Zvornické brigády v oblasti Pandurova, aby se probilo na muslimské teritorium. Jeden voják VRS byl zabit a jeden těžce zraněn.“ Centrum veřejné bezpečnosti Zvornik plánovalo na příští den obklíčení a zničení obou uvedených skupin.
Menší skupinky Bosňáků se i po 19. červenci celé dny a měsíce schovávaly v lesích v naději, že se probijí do Tuzly.
Část zraněných zajatců (asi 50) byla převezena do nemocnice v Bratunaci. Další skupina zajatců byla odvedena do tábora Batkovići (u Bijeljiny) a později vyměněna s protistranou. Části Bosňáků se podařilo přejít do Srbska, odkud jich bylo následně 38 vráceno do Republiky Srbské. Někteří z nich byli odvedeni do tábora Batkovići, další vyměněni, osud většiny z nich je však dosud neznámý.
Do Žepy, další „bezpečné zóny” OSN, „přišel 201 voják“. Do 28. července dalších 500.

## Masakr

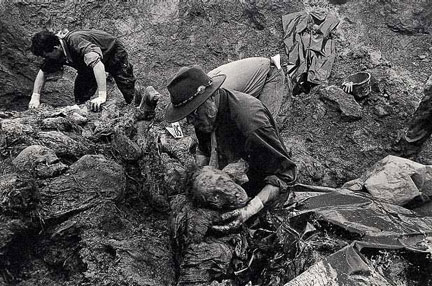
Exhumace ve Srebrenici, 1996

Dle oficiálních údajů bylo zabito přes 8 tisíc muslimských mužů. Existuje svědectví o znásilnění jedné ženy a zavraždění dítěte. Po jednání mezi OSN a bosenskými Srby byli poslední nizozemští vojáci UNPROFOR propuštěni, ale museli na místě zanechat zbraně, vybavení a zásoby.

## Události po masakru

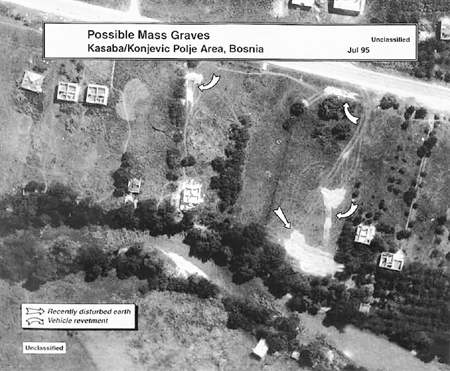
10. srpna 1995, velvyslankyně USA při OSN Madeleine Albrightová předvedla letecké snímky z hlídkujících amerických letadel nad Bosnou, na kterých prý byly masové hroby poblíž Srebrenice.

### Intervence NATO v Bosně a Hercegovině
Po krvavém ostřelování tržnice Markale v Sarajevu, které se odehrálo 28. srpna, Severoatlantická aliance započala nálety na cíle v Bosně a Hercegovině. V listopadu téhož roku byla podepsána Daytonská dohoda, která ukončila válku v Bosně a Hercegovině.

## Tribunál
Kvůli působení nizozemské jednotky došlo následně k pádu nizozemské vlády.
Mezinárodní trestní tribunál pro bývalou Jugoslávii klasifikoval toto vraždění jako genocidu.
Z odhadovaných 8 tisíc obětí masakru se zatím podařilo identifikovat 6 838. Objevují se spekulace, že část mrtvých jsou ve skutečnosti muslimští vojáci zabití v boji při obraně Srebrenice  či civilní Srbové, kteří byli zabiti Muslimy před touto událostí.
Bosenští Srbové tento masakr později přiznali, ovšem některá srbská i světová média tvrdila, že počet 8 000 zavražděných bosenských muslimů je přehnaný a že není doložitelný.   Seznam osob pohřešovaných nebo zabitých v Srebrenici obsahuje 8 373 jmen. Od konce bosenské války byly exhumovány ostatky zhruba 8 000 obětí, z nichž kolem 3 000 bylo dosud identifikováno. Ředitel nizozemské NGO Srebrenica Historical Project Stephen Karganovic však uvádí, že bosenská laboratoř výsledky testů DNA v kauze Srebrenica dezinterpretuje, protože tyto testy neříkají nic o způsobu a době smrti. Údaje o počtu muslimských obětí zpochybňuje kniha Masakr ve Srebrenici: důkazy, kontext, politika, která v roce 2011 vyšla v USA.
Za Srebrenický masakr byli odsouzeni tito bosenskosrbští velitelé: generál Zdravko Tolimir na doživotí, podplukovník Dragan Obrenović na 17 let vězení, Momir Nikolić na 27 let vězení, Radislav Krstić na 35 let vězení, Vidoje Blagojevič na 18 let vězení a Dragan Jokić 9 let vězení. V roce 2003 byl vydán zatykač i na bosenskomuslimského velitele Nasera Oriće. Hlavní žalobkyně OSN Carla del Ponte žádala trest 18 let odnětí svobody, ovšem Naser Orić byl odsouzen k trestu dvou let vězení, jenž byl v červenci 2008 odvolacím soudem zrušen.
Skupina příbuzných obětí zvaná Matky ze Srebrenice se snažila získat odškodnění od OSN za to, že nizozemští vojáci OSN umožnili deportaci 350 obětí z bezpečné zóny do rukou bosenských Srbů. Jelikož nelze OSN žalovat, matky následně zažalovaly přímo nizozemský stát. V roce 2002 vyšla zpráva o částečné vině Nizozemska, což vedlo dokonce k pádu vlády. Soudy nižší instance potvrdily v roce 2014 částečnou vinu státu a roku 2019 bylo nejvyšším soudem v Haagu konstatováno 10procentní zavinění. Právě taková byla podle soudu šance, že by se Srbové těchto muslimů nezmocnili, kdyby k jejich přesunu z bezpečné zóny nedošlo a zůstali na nizozemské základně. Soud označil jejich vydání za nezákonné.

#### Popíračské a relativistické weby
- Srebrenica – na blogu Nevhodné zprávy
- Alexander Dorin: „Masaker v Srebrenici je západný mýtus“ Archivováno 28. 7. 2009 na Wayback Machine. – anotace knihy Srebrenica: Příběh politicky korektního rasismu srbského autora Borise Krljiće alias Alexandra Dorina (slovensky)
- Srebrenica and the Politics of War Crimes – Findings of the Srebrenica Research Group – předmluva ke kritické zprávě o masakru a jeho příčinách, vyhotovené soukromou „Srebrenickou výzkumnou skupinou“ (anglicky)
- Srebrenica „massacre“ – naprosté popření genocidy na webu Srpska Mreža (anglicky)
- Dosije Srebrenica („Akta Srebrenica“) – bosenskosrbský dokument z roku 2010 na YT (srbsky)